# Football Club Van Yerevan
Il Football Club Van Yerevan (in armeno «Վան» ֆուտբոլային ակումբ) è una società calcistica armena di Erevan attiva tra il 1990 e il 1997.

## Storia
La squadra fu fondata nel 1990 e fu chiamata Van, in onore dell'antica capitale armena, oggi in Turchia. Con l'indipendenza dell'Armenia e l'istituzione del campionato, il club partecipò alle prime sei edizioni terminando tra il quinto e il decimo posto (nel campionato di transizione del 1995 arrivò quarto nel proprio girone). Si sciolse alla fine della stagione 1996-1997. 
In coppa il risultato migliore fu la semifinale ottenuta nella prima edizione.

## Palmarès

### Altri piazzamenti
- Coppa d'Armenia:

Semifinalista: 1992